# Conselho de Todas as Terras
O Conselho de Todas as Terras ou Aukiñ Wallmapu Ngulam (AWNg) é uma organização indígena que busca a autodeterminação do povo Mapuche, uma nação “preexistente” ao Estado chileno.

## Historia
O Conselho tem suas origens na "Comissão dos 500 Anos de Resistência", formada em 1989 como uma cisão da Admapu, a principal organização Mapuche de oposição à ditadura militar durante a década de 1980. A Comissão era parcialmente composta por ex-membros do grupo político-teatral de Admapu, que rejeitou a abordagem desta organização para com os partidos da Coligação de Partidos pela Democracia. Em particular, foi rejeitada a participação de Admapu no Acuerdo de Nueva Imperial de 1989 e, em geral, o processo de negociação institucional que levou à promulgação da Lei Indígena de 1993.
A Comissão foi renomeada Conselho de Todas as Terras em 1990.
Seu líder é o werkén Aucán Huilcamán.